# Hilden-Lintorfer Sandterrassen
Die Hilden-Lintorfer Sandterrassen sind eine naturräumliche Einheit mit der Ordnungsnummer 550.1 und gehören zu der übergeordneten naturräumlichen Haupteinheit 550 (Bergische Heideterrasse).
Der Naturraum erstreckt sich als langer, aber schmaler Streifen am Westrand des benachbarten Rheinischen Schiefergebirges von dem südlichen Mülheim an der Ruhr im Norden bis zum nordöstlichen Leverkusen im Süden. Teile von Ratingen (mit der Kernstadt und den namensgebenden Ortsteil Lintorf), der äußerste Osten von Düsseldorf, der Ortskern von Erkrath, der Osten von Hilden und Langenfeld (Rheinland) und der äußerste Westen von Solingen und Leichlingen gehören ebenfalls zu dem Naturraum.
Er bildet den kulturgeographischen Übergang von den Höhen des Bergischen Landes zu den eher flachen Naturräumen des Niederrheins. Er besteht aus mächtigen diluvialen Flugsanddecken und stellenweise tertiären Sanden aus dem Oberoligozän. Diese bedecken fast geschlossen die beiden Stufen der Rheinmittelterrassen (55 bis 50 m bzw. 90 bis 60 m), aber auch teilweise die niederen Rheinterrassen im Westen und die Hauptterrasse (100 m) im Osten. Verwitterungsprozesse überführten die Sande zu leichten anlehmigen Sandböden, die landwirtschaftlich wenig ergiebig sind. Daher überwiegen außerhalb der bebauten Flächen vor allem Waldgebiete mit Eichen-Birken-Wäldern.
Im 19. Jahrhundert bildeten sich im Naturraum durch Degeneration große Heidelandschaften, von denen der Ratinger Stadtwald, die Hildener und die Ohligser Heide die größten erhaltenen, nun weitgehend wieder aufgeforsteten Flächen sind. Die zu großen Dünen aufgewehten Flugsande in den Leichlinger Sandbergen sind bis auf wenige Ausnahmen (Wenzelnberg, Spürklenberg, Kellerhansberg) zwecks Sandgewinnung bereits abgebaut worden.

## Gliederung
Die Hilden-Lintorfer Sandterrassen gliedern sich in untergeordnete Naturräume:
- 550.1 Hilden-Lintorfer Sandterrassen

- 550.10 Bürriger Heide
- 550.11 Wuppertalmündung
- 550.12 Hildener Mittelterrassen
- 550.13 Düsseltalmündung
- 550.14 Gerresheimer Bucht
- 550.15 Aaper Steilhang
- 550.16 Lintorfer Sandterrassen